# Tohunga

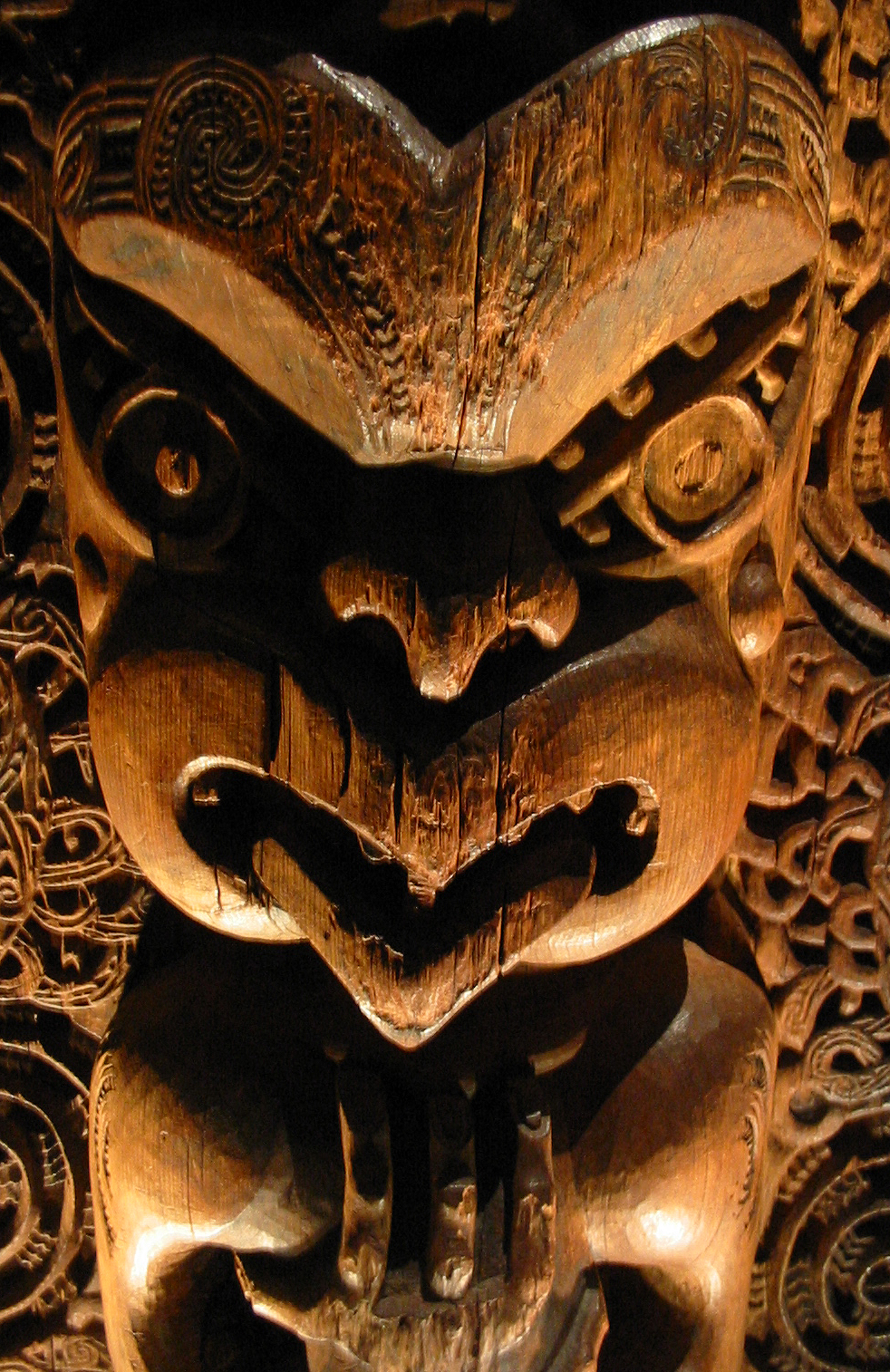
Dettaglio da un palo d'abitazione inciso, Ngāti Awa, circa 1840.

Nella cultura dei Maori della Nuova Zelanda, un tohunga è un uomo esperto di ogni tipo di arte, religione od altro. I tohunga possono essere preti esperti, navigatori, scultori, costruttori o insegnanti. L'equivalente nella cultura hawaiana è il kahuna.

## Terminologia
Esistono diverse classi di tohuga (Buck 1974:474):
- Tohunga ahurewa: la più alta classe sacerdotale
- Tohunga kiato: la più bassa classe sacerdotale
- Tohunga matakite: previsori del futuro
- Tohunga whakairo: esperti incisori
- Tohunga tātai arorangi: esperti nella lettura delle stelle
- Tohunga tārai waka: esperti costruttori di canoe